# Mercedes-Benz W 198

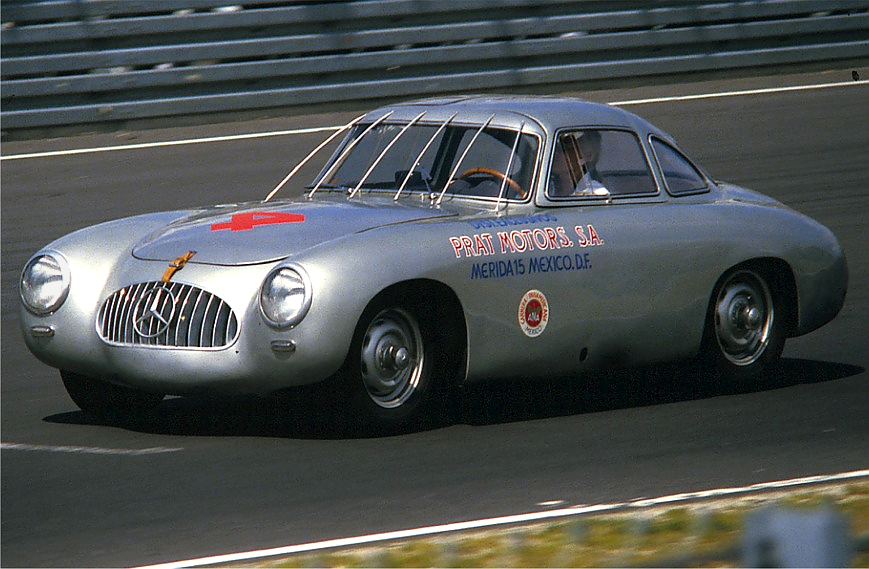
Mercedes-Benz 300 SL W 194 von 1952 beim Oldtimer-Grand-Prix 1986 auf dem Nürburgring. Die Gitterstäbe vor der Frontscheibe wurden nach dem Einschlag eines Geiers in Mexiko angebracht.

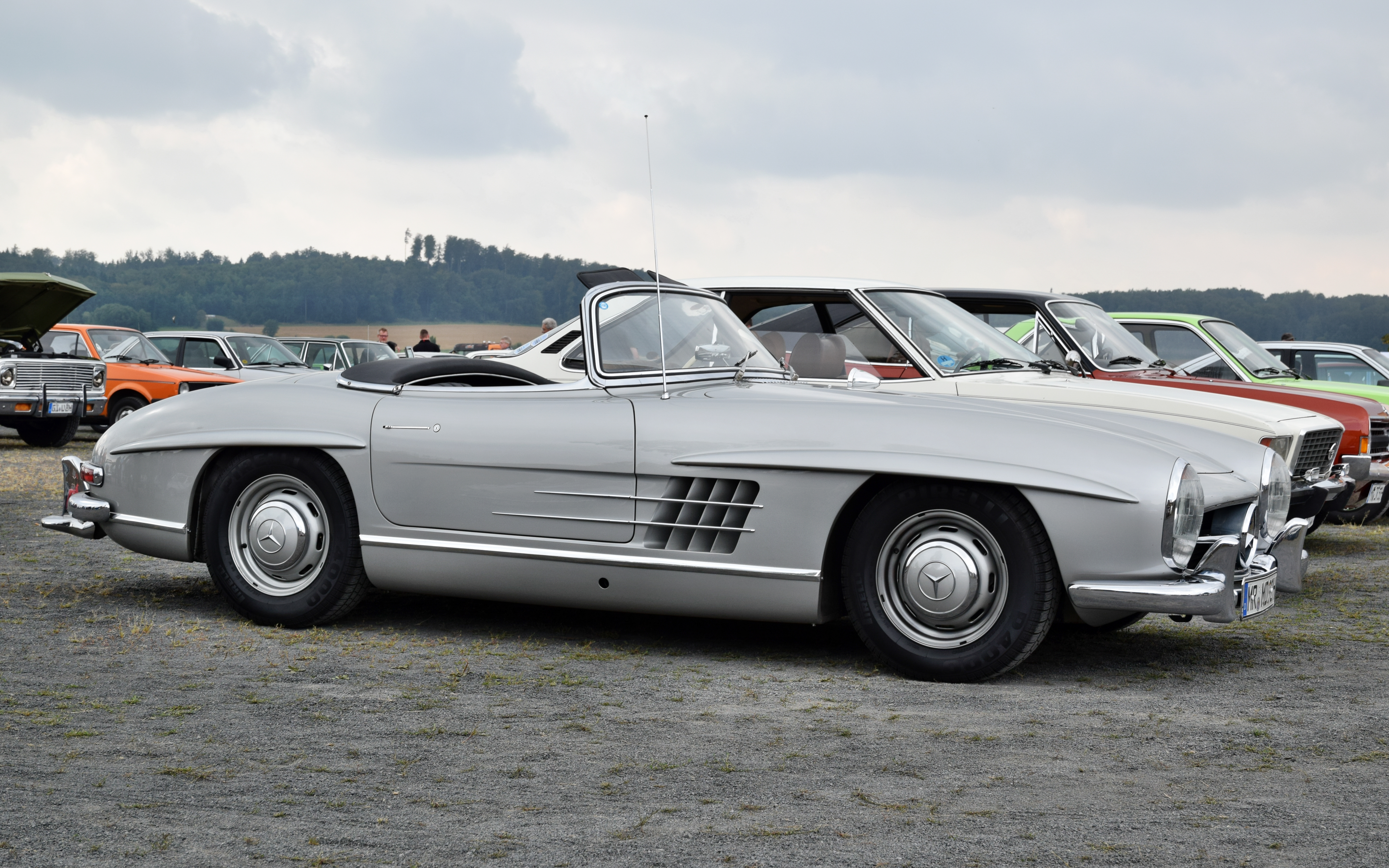
Mercedes-Benz 300 SL Roadster

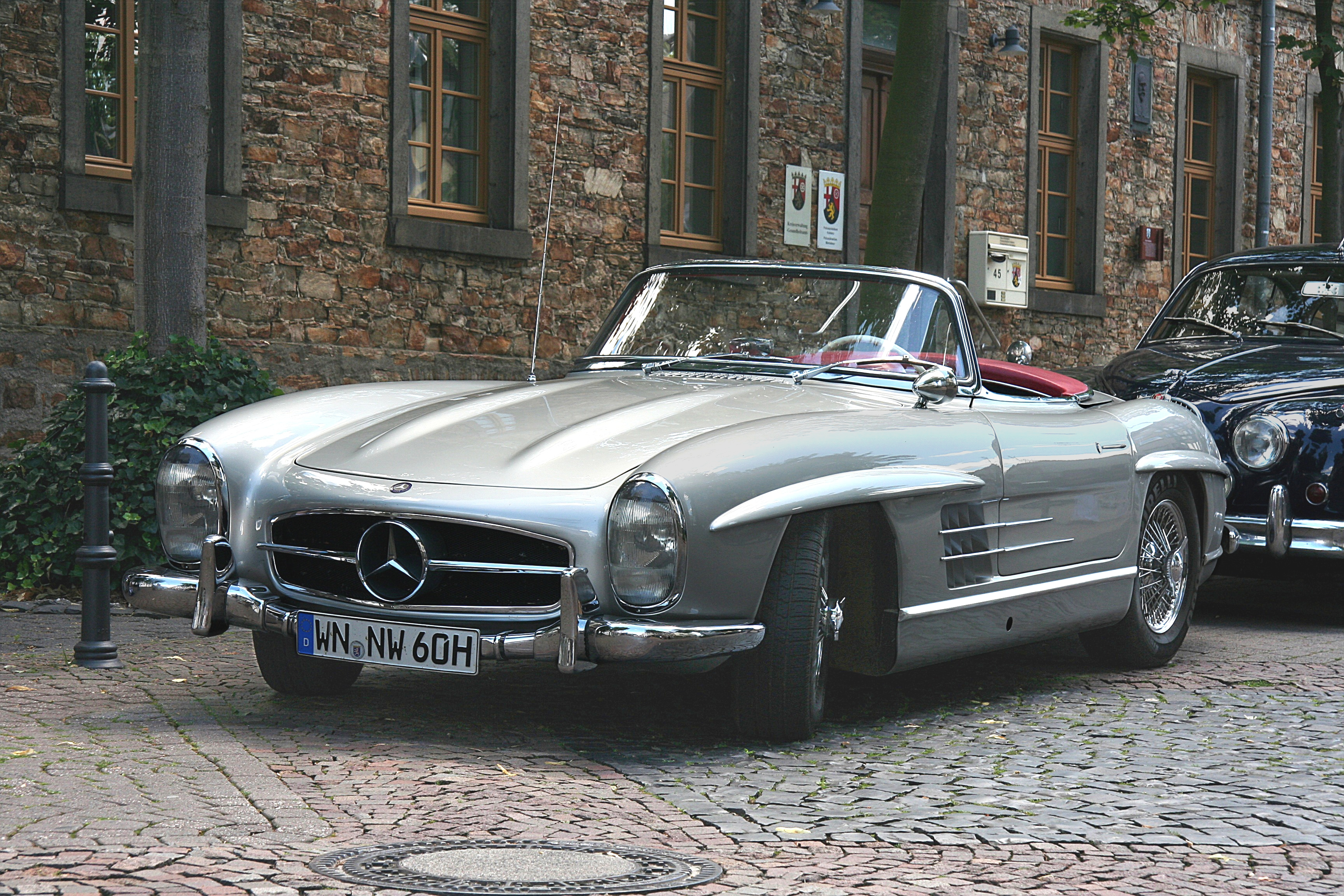
Front des Roadsters

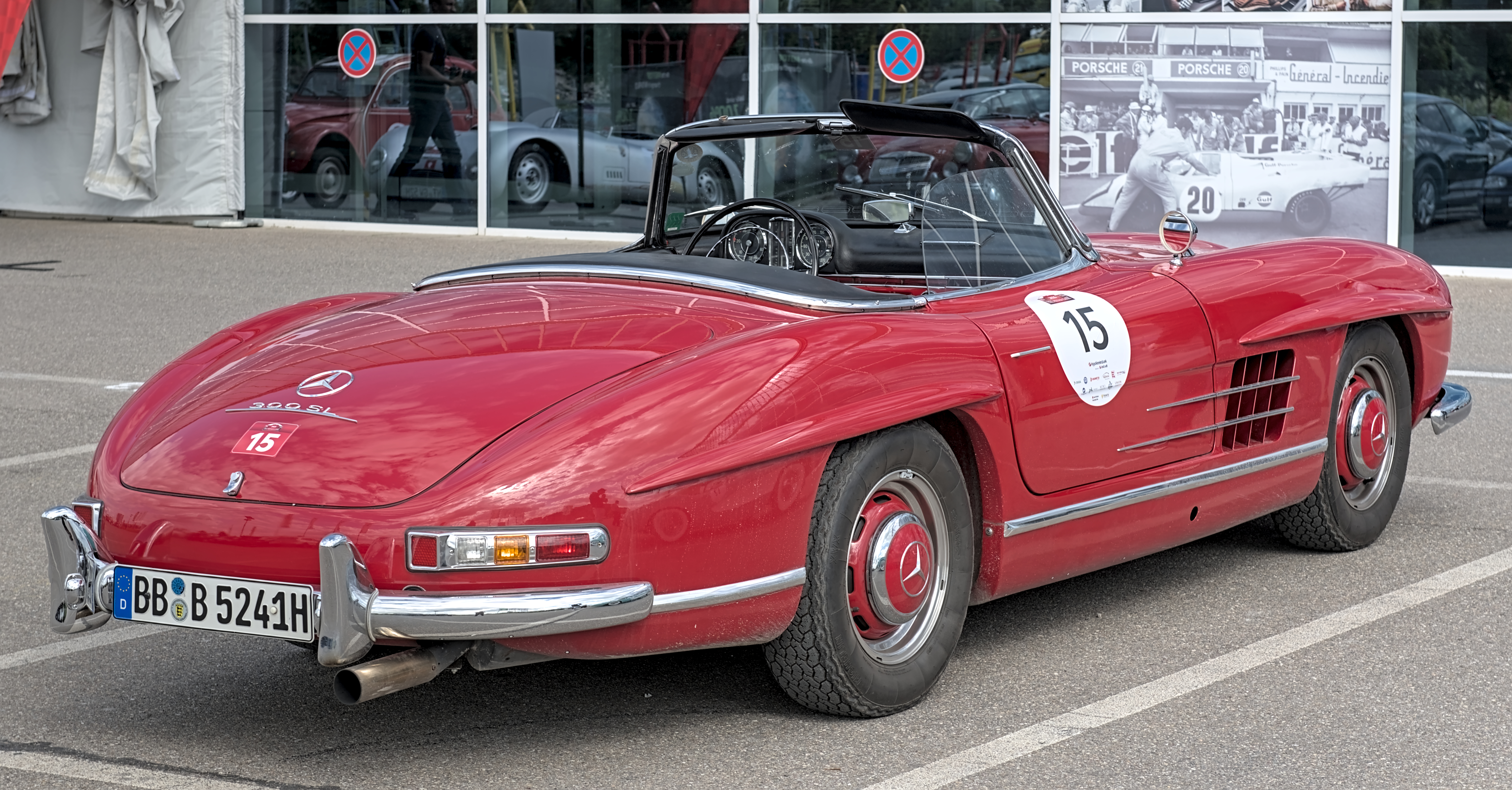
Heck des Roadsters

Der Mercedes-Benz W 198 ist ein Sportwagen der Marke Mercedes-Benz, den die Daimler-Benz AG von 1954 bis 1963 herstellte. Unter der Verkaufsbezeichnung Mercedes-Benz Typ 300 SL wurde er in den Jahren 1954 bis 1957 als Coupé mit Flügeltüren und in den Jahren 1957 bis 1963 als Roadster (W 198 II) angeboten; 1400 Coupés und 1858 Roadster wurden gebaut.
Mercedes-Benz präsentierte den 300 SL im Februar 1954 auf der International Motor Sports Show in New York. Er war der schnellste Sportwagen seiner Zeit. 1999 wurde das Fahrzeug von Lesern der deutschen Oldtimer-Zeitschrift Motor Klassik zum „Sportwagen des Jahrhunderts“ gewählt.
Die Zahl 300 steht in der Verkaufsbezeichnung für den Hubraum in Zentilitern gemessen, die Zusatzbezeichnung SL ist die Kurzform für „super-leicht“.

## Fahrzeuggeschichte

### Vorgängerversion W194 im Motorsport
Der W 198 geht auf den Rennsportwagen Mercedes-Benz W 194 zurück, der bereits den Namen „300 SL“ erhielt. Er errang im Jahre 1952 unerwartete Rennerfolge. Im Vorjahr war bei Daimler-Benz die Entscheidung gefallen, 1952 wieder an Rennen teilzunehmen und hierfür einen Sportwagen zu bauen. Um eine für Rennen ausreichende Leistung zu erreichen, musste der vorhandene Motor des Coupés 300 S (M 188) weiterentwickelt werden. Weiterhin mit Vergasern bestückt, leistete er 175 PS (129 kW).
1952 nahm das Fahrzeug an den wichtigen Rennen des Jahres teil, gegen deutlich stärker motorisierte Gegner. Erstmals hatte der neue SL bei der Mille Miglia Anfang Mai Geschwindigkeit und Zuverlässigkeit gezeigt und in diesem Langstreckenrennen den zweiten Platz erzielt. Beim Preis von Bern gelang der Dreifachsieg. Das 24-Stunden-Rennen von Le Mans beendete der Rennsportwagen unerwartet mit einem Doppelsieg. Die Sieger hießen Hermann Lang und Fritz Riess. Mit einem Gesamtdurchschnitt von 155,575 km/h erzielten sie einen neuen Rekord in der Le-Mans-Historie. Zweite waren Theo Helfrich und Helmut Niedermayr. Ein Rennen auf dem Nürburgring endete mit einem Vierfacherfolg. Bei der Carrera Panamericana in Mexiko siegte der 300 SL mit Karl Kling und Hans Klenk erneut – trotz eines Geiers, der durch die Windschutzscheibe geflogen war. Damit knüpfte Mercedes-Benz an die großen Erfolge im Rennsport vor dem Zweiten Weltkrieg an.
Ein besonderes Fahrzeug in der SL-Geschichte war der 300 SL mit der Chassisnummer 0011/52, der für die Rennsaison 1953 entwickelt wurde. Der Wagen kam aber nicht zum Einsatz, weil Mercedes-Benz sich entschloss, ab 1954 wieder an der Formel 1 teilzunehmen. Damit wurde der „Hobel“, wie das Fahrzeug von den Versuchsingenieuren wegen seiner markanten Frontpartie auch genannt wurde, zum Zwischenmodell hin zum 1954 präsentierten Seriensportwagen 300 SL (W 198 I). Das Einzelstück, seit 1952 ununterbrochen in Werksbesitz und heute in der Obhut von Mercedes-Benz Classic, hatte bereits den Motor mit Benzin-Direkteinspritzung und 16-Zoll-Räder. Sein Getriebe war an der Hinterachse eingebaut. Die Karosserie wurde für einen geringeren Luftwiderstand überarbeitet. Die Anordnung des Getriebes übernahm man jedoch nicht in die Serie.

### Das Serienfahrzeug

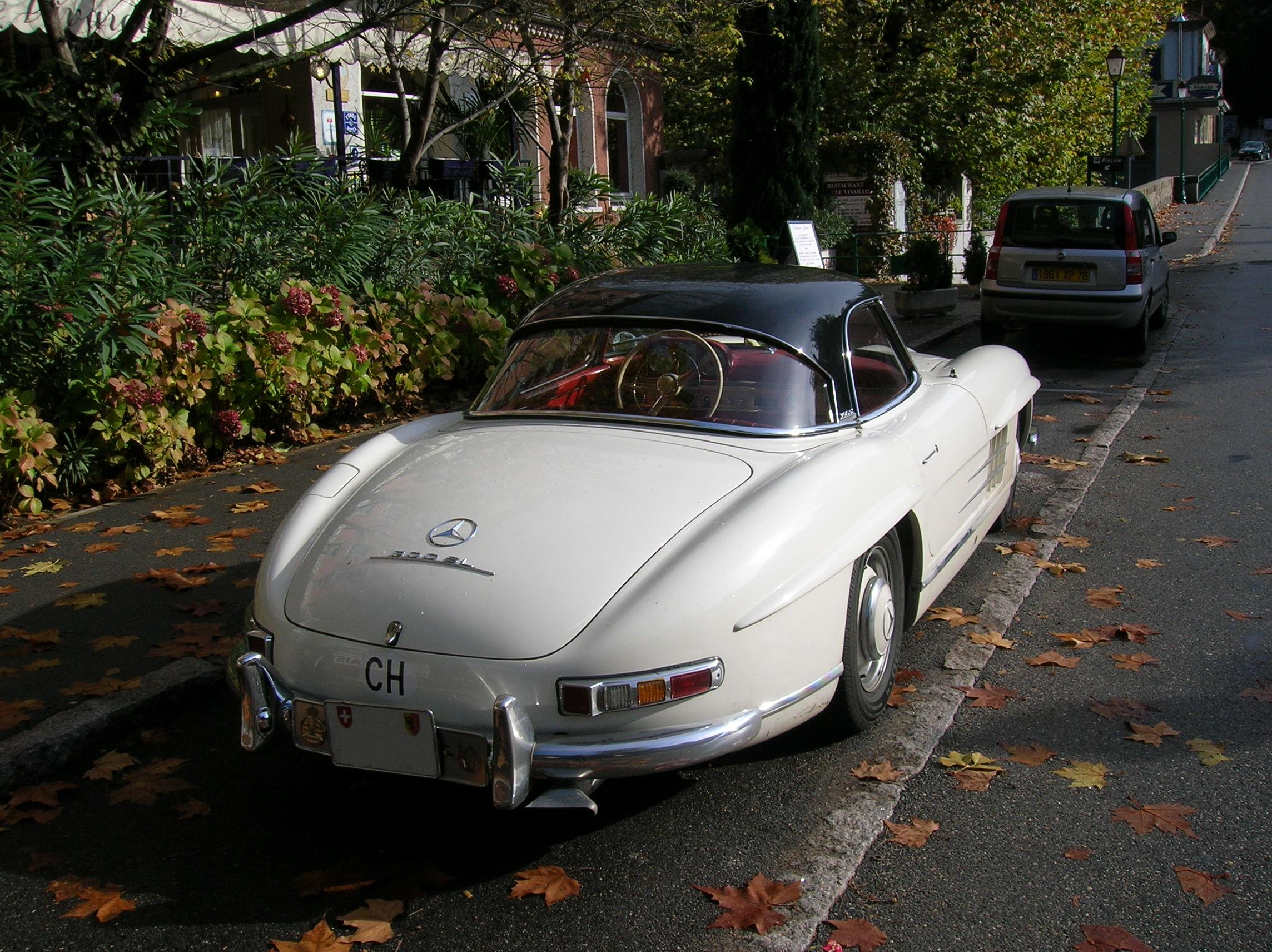
Mercedes-Benz 300 SL Roadster mit Hardtop

Eine Serienfertigung des 300 SL war zunächst nicht geplant. Doch Max Hoffman, US-amerikanischer Importeur von Mercedes-Benz-Fahrzeugen, wünschte sich vom Daimler-Benz-Vorstand schon seit einiger Zeit einen großen und einen kleinen Mercedes-Sportwagen für seine Kundschaft. Eine Basis dafür könne das Rennsport-Coupé von 1952 sein, das überraschend die Carrera Panamericana gewonnen hatte und somit in den USA bekannt war. Nach langem Abwägen fiel die Entscheidung für eine Serienproduktion des 300 SL in der Straßenversion als W 198. Außerdem wurde die Produktion eines kleineren Roadsters, des Mercedes-Benz W 121 B II (190 SL), bekanntgegeben.
Keine sechs Monate nach dem Vorstandsbeschluss hatten die beiden Sportwagen Premiere auf der „International Motor Sports Show“ in New York, die vom 6. bis zum 14. Februar 1954 stattfand. Mercedes-Benz erlebte auf der Motor Show eine äußerst positive Besucherresonanz auf den 300 SL und den 190 SL. Die Serienproduktion begann im August 1954 im Werk Sindelfingen. Gegenüber dem in den USA ausgestellten 300 SL gab es für die Serie kleine Veränderungen, und zwar Dreiecksfenster in den Türen, geänderte Türverschlüsse, ein Zweispeichenlenkrad statt des Dreispeichenlenkrads mit Federspeichen, Zeituhr und einige Bedienknöpfe am Armaturenbrett wurden neu platziert. Hinzu kamen Betätigungshebel für Heizung und Belüftung, die das Ausstellungsmodell noch nicht hatte. Kurz nach Produktionsbeginn bzw. ab dem 51. Wagen wurde der lange Schalthebel, der unmittelbar in das Getriebe eingriff, durch einen kürzeren mit einem Schaltgestänge ersetzt. Die ersten W 198 wurden 1954 zunächst in Europa verkauft und im März 1955 das erste Fahrzeug in die USA exportiert. Von den insgesamt gebauten 1400 Flügeltürern gelangte der größte Teil, etwa 1100 Stück, in die USA. Für die speziellen Wünsche der Kunden in den USA (etwas mehr Komfort, größerer Kofferraum und oft auch ein Cabrio) wurde ab 1957 der 300 SL Roadster (W 198 II) gebaut. Von diesem Modell gab es 1858 Stück.
Der Preis des W 198 wurde auf 29.000 Deutsche Mark festgelegt. 1953 kostete ein Mercedes 170 Vb 7900 DM. Der 300 SL war 1954 aber nicht der teuerste Wagen im Mercedes-Programm – der W 188 kostete (bei geringeren Fahrleistungen) 5500 DM mehr. Der Kaufpreis eines VW Käfer Standard lag 1953 bei 4400 DM; das entsprach zwei Jahre später in etwa dem durchschnittlichen Jahresbruttoeinkommen eines Industriearbeiters bei einer wöchentlichen Arbeitszeit von 48 Stunden.
Zu Beginn lag der Vertrieb in Nordamerika hauptsächlich in den Händen von Max Hoffman, später bei Studebaker-Packard.

### Nachfolger
Die Produktion des 300 SL endete im Februar 1963. Daimler-Benz stellte im März desselben Jahres den 230 SL Roadster der Öffentlichkeit auf dem Genfer Automobilsalon vor. Dieses Modell war leistungsmäßig zwischen dem 190 SL und dem 300 SL angesiedelt. Die vorherigen zwei SL-Varianten wurden somit von nur noch einer abgelöst, mit der neuen internen Bezeichnung W 113. Nach Auffassung des Technikvorstandes Fritz Nallinger – bereits 1959 geäußert – müsse ein kommender Ersatz für den 300 SL fünf Liter Hubraum haben. Der spätere Design-Chef Bruno Sacco sagte über die Baureihenablösung von 1963: „Man hat mit dem W 113 den 300 SL kaputt gemacht. Man hat den 190 SL und den 300 SL in einen Typ zusammengezogen. Das fiel näher in die Richtung des 190 SL aus als zum 300 SL hin.“ Auch die automobile Fachpresse sah im 230 SL vorrangig den Nachfolger des 190 SL. Zur Präsentation des Sportwagen-Prototyps C 111 von 1969 schrieb Auto, Motor und Sport beispielsweise: „Seit der Produktionseinstellung des Mercedes-Benz 300 SL … bestand eine Lücke im Programm, die von vielen Freunden des Hauses bedauert wurde.“

### Sport LeichtoderSuper Leicht?
Bereits in den 1920er Jahren wurden die Buchstaben S und L verwendet, bis hin zum Mercedes-Benz SSKL „Supersport Kurz Leicht“. Eine offizielle Langform für das 1952 eingeführte Kürzel „SL“ wurde von Mercedes-Benz zunächst nicht bekanntgegeben. Oft wird angenommen, die Buchstaben stünden für „Sport Leicht“. Die Zeitschrift auto, motor und sport berichtete im Jahr 2012 jedoch ohne Angaben von Quellen, dass das Kürzel „SL“ – „verbrieft und von Rudolf Uhlenhaut persönlich unterschrieben“ – nichts anderes als „Super Leicht“ bezeichne. Diese Aussage steht im Widerspruch zu dem in enger Zusammenarbeit mit Uhlenhaut entstandenen Werk „Mercedes-Benz 300 SL“ von Engelen und Riedner, das die Langform mit „Sport Leicht“ angibt.
Mercedes-Benz gebrauchte bis 2017 beide Langformen: In der von der Classic-Sparte herausgegebenen Zeitschrift „Mercedes-Benz Classic“ wurde sie auch mit „Super Leicht“ angegeben. Im Internetauftritt derselben Konzernsparte hingegen hieß es bis 2017 Sport Leicht und wurde nach einem Archivfund in „Super-Leicht“ geändert.
Damit blieb lange unklar, welche Intention Daimler-Benz seinerzeit bei der Vergabe der Buchstabenkombination hatte. Erst Anfang 2017 konnte anhand des Zufallsfundes einer Pressemitteilung von 1952 im Konzernarchiv zweifelsfrei geklärt werden, dass das Kürzel SL für „super-leicht“ steht.

### Renn- und Rallye-Erfolge

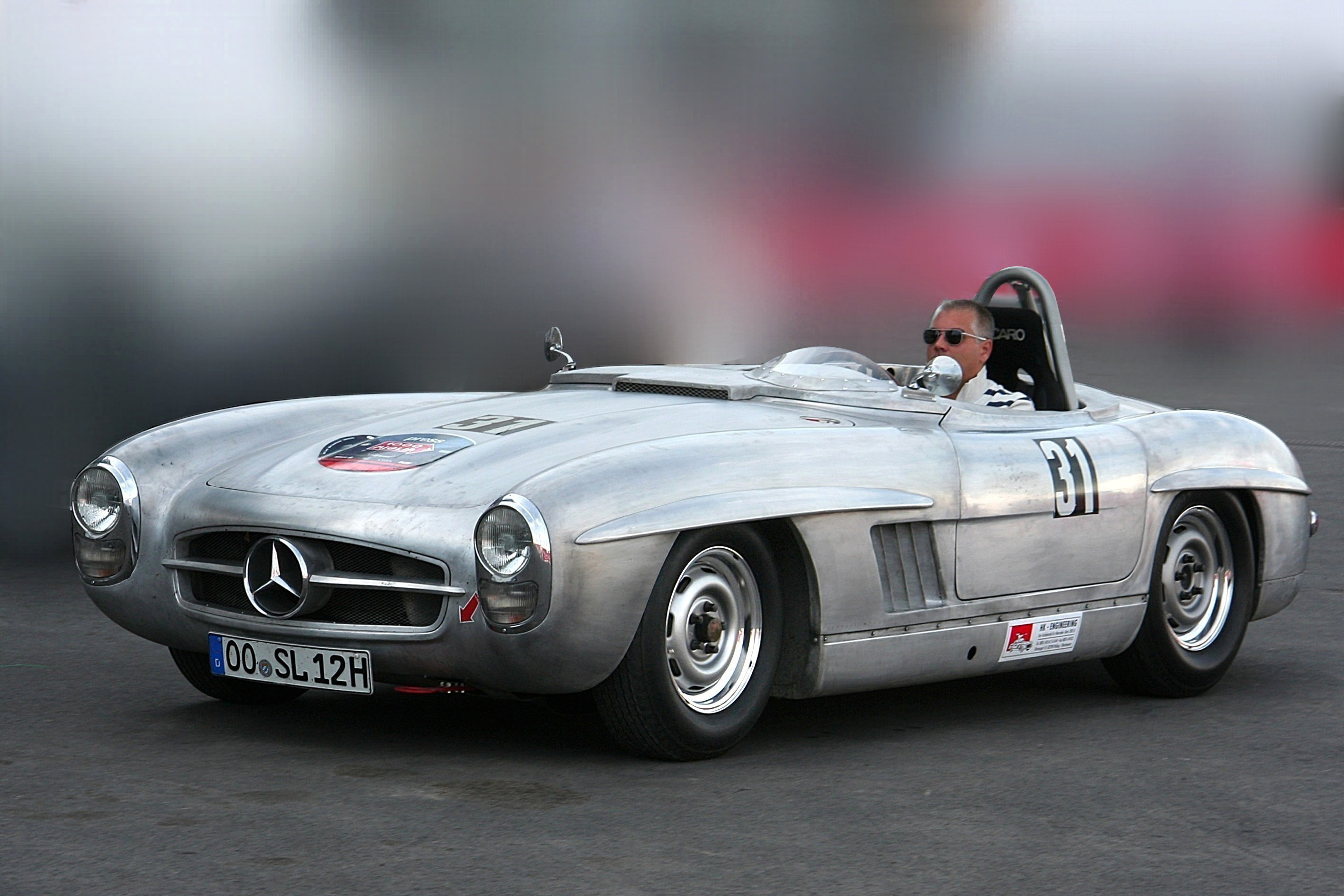
Zum 300 SLS umgebauter 300 SL Roadster beim Oldtimer-Grand-Prix 2009

Bei der Mille Miglia 1955 gewannen Fitch/Gendebien mit dem Serien-SL, neben dem Sieg von Stirling Moss auf dem 300 SLR Rennsportwagen, einen Klassensieg. Werner Engel wurde 1955 mit dem 300 SL Tourenwagen-Europameister, 1956 Walter Schock. Die Marathon-Rallye Lüttich–Rom–Lüttich gewann 1955 Olivier Gendebien und 1956 Willy Mairesse. In den USA wurde Paul O’Shea 1957 mit dem Roadster, den die Rennabteilung in Stuttgart für die Einsätze in den USA aufbaute, Meister in der Rennsportkategorie Class D der vom Sports Car Club of America ausgeschriebenen Sportwagenmeisterschaft vor Carroll Shelby auf Maserati. Ein Einsatz in der Production Class war 1957 wegen der gerade begonnenen Serienfertigung noch nicht möglich. Die zwei von Paul O’Shea eingesetzten Roadster wurden als 300 SLS bezeichnet.

## Technische Beschreibung

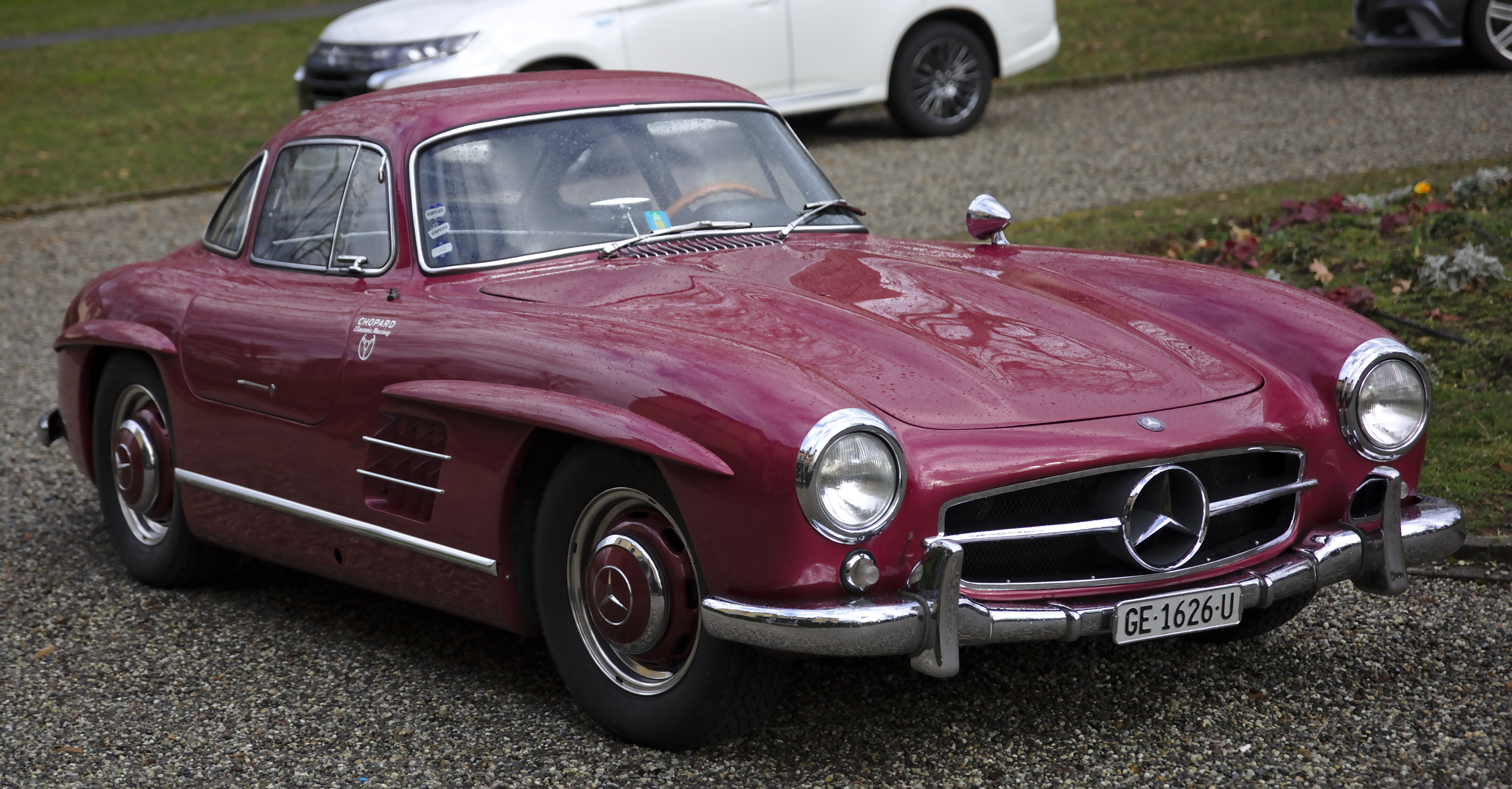
Mercedes-Benz 300 SL

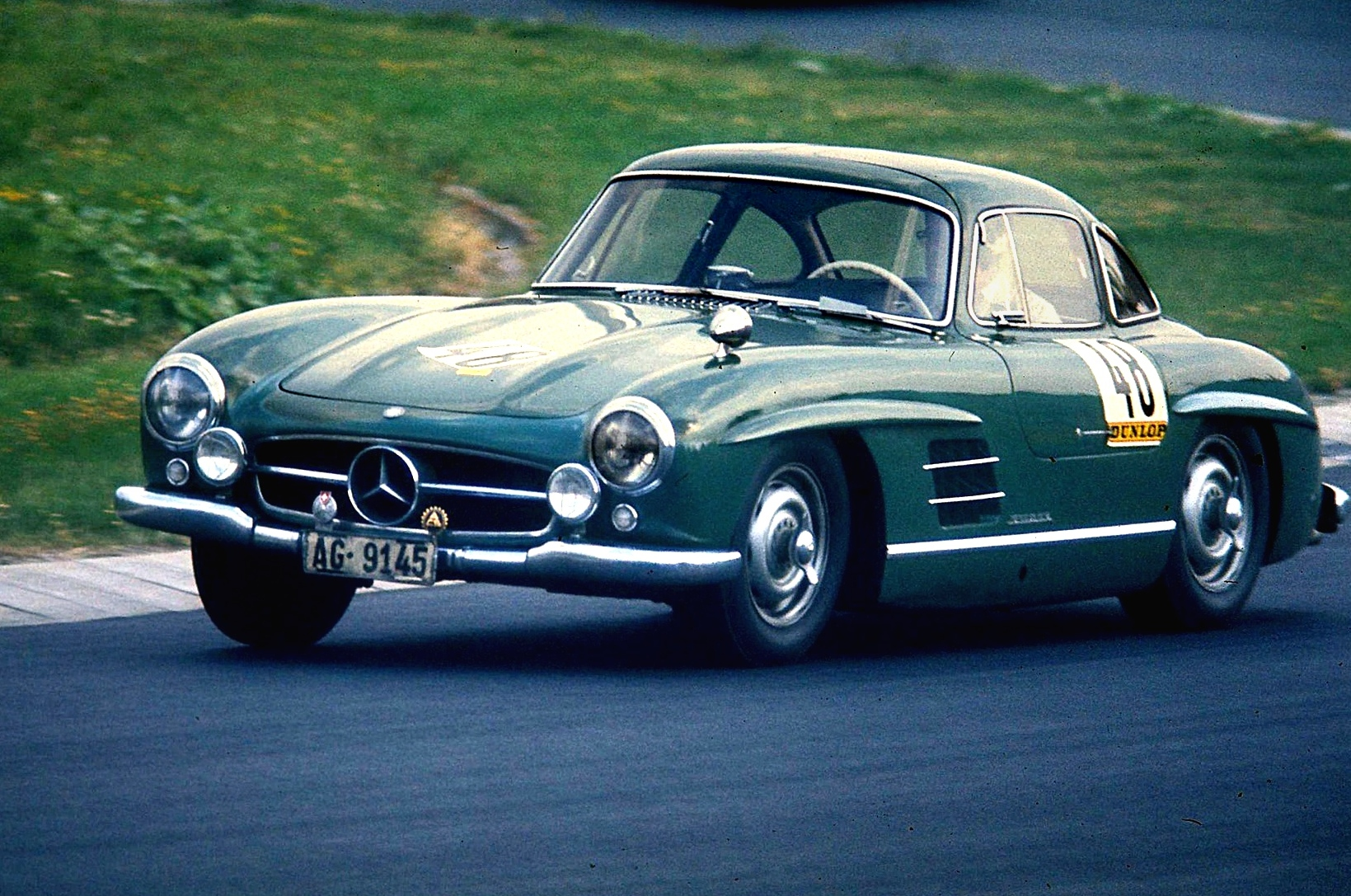
300 SL, Baujahr 1955, beim Oldtimer-GP 1976 auf dem Nürburgring

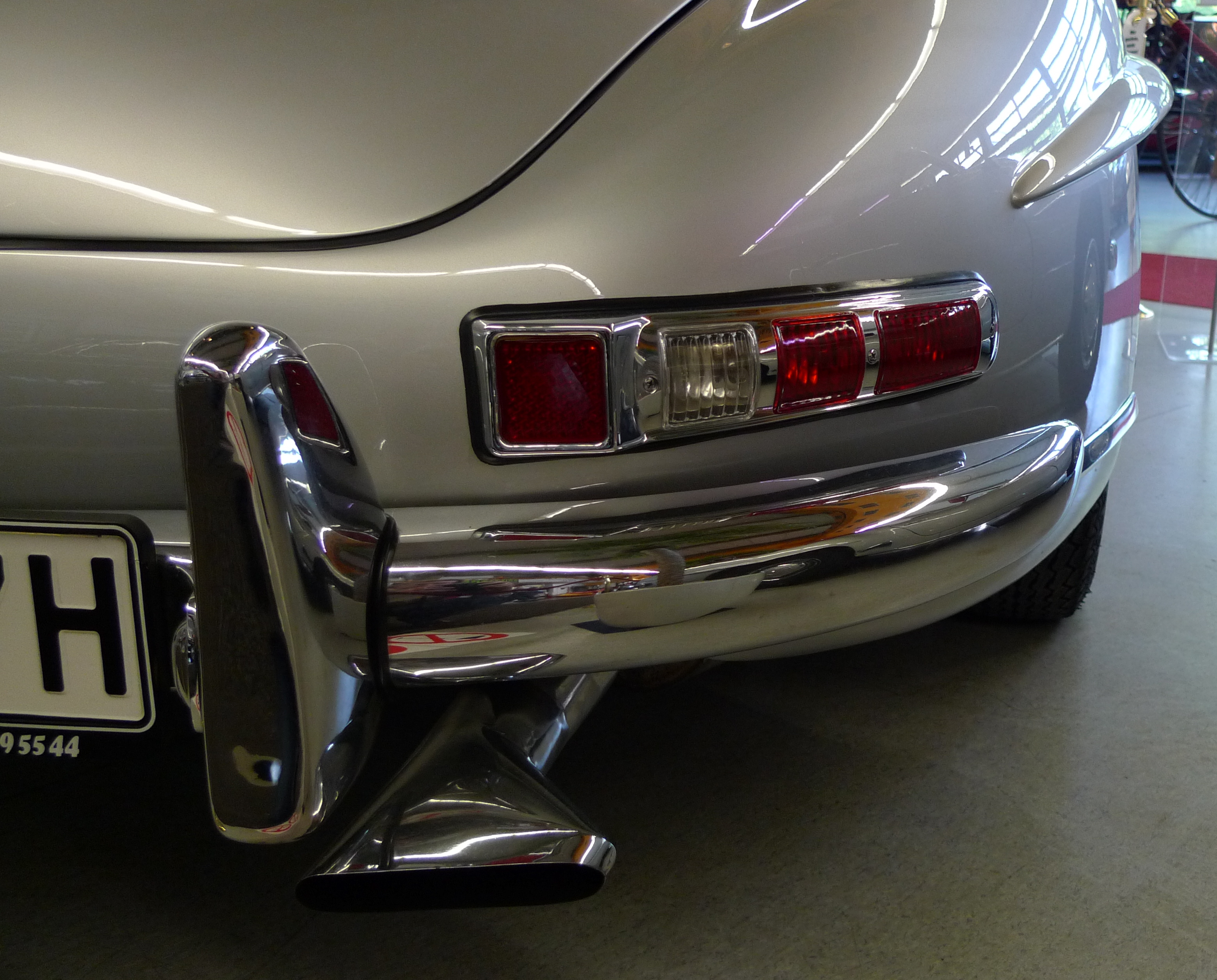
Rücklicht

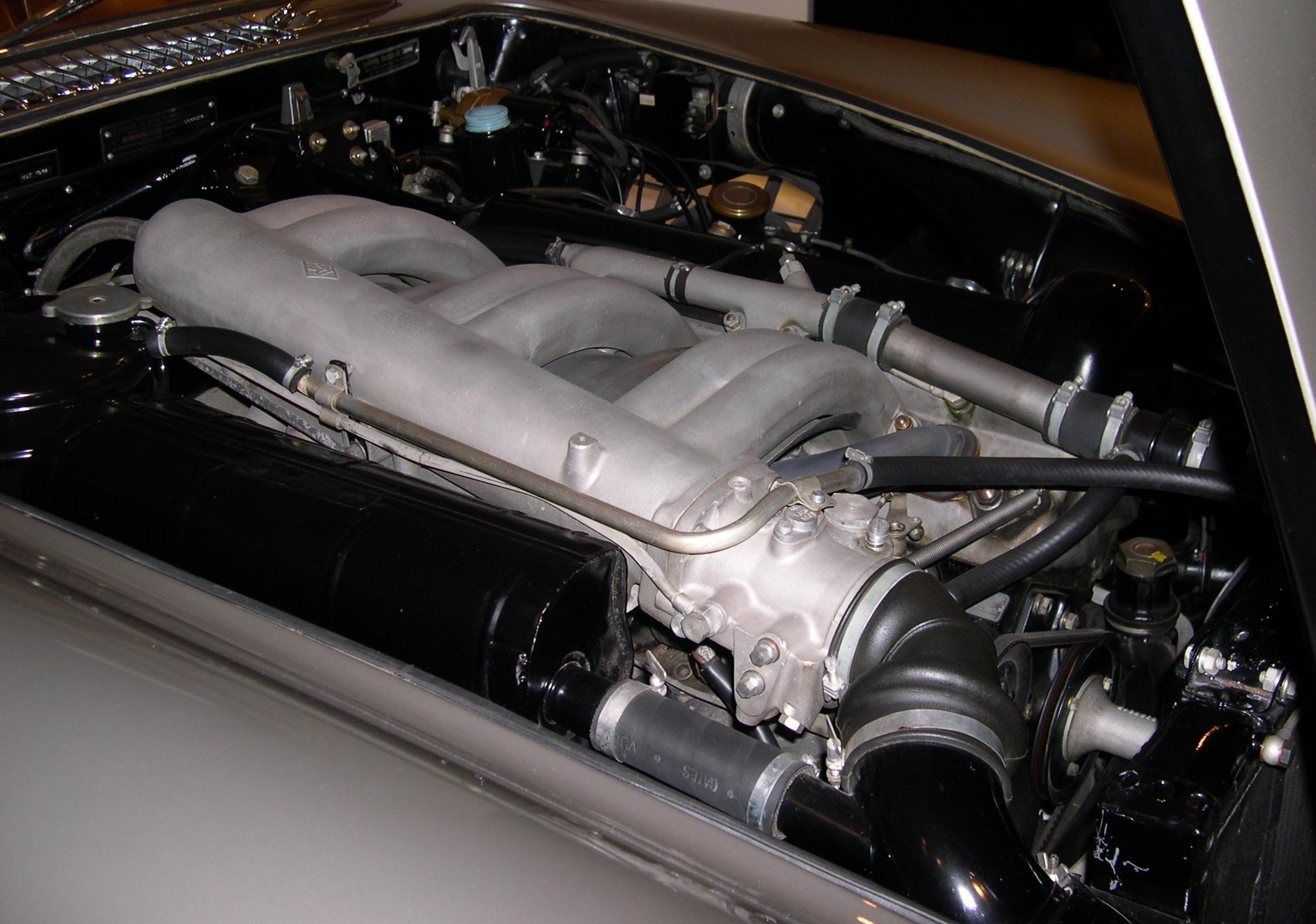
Motor

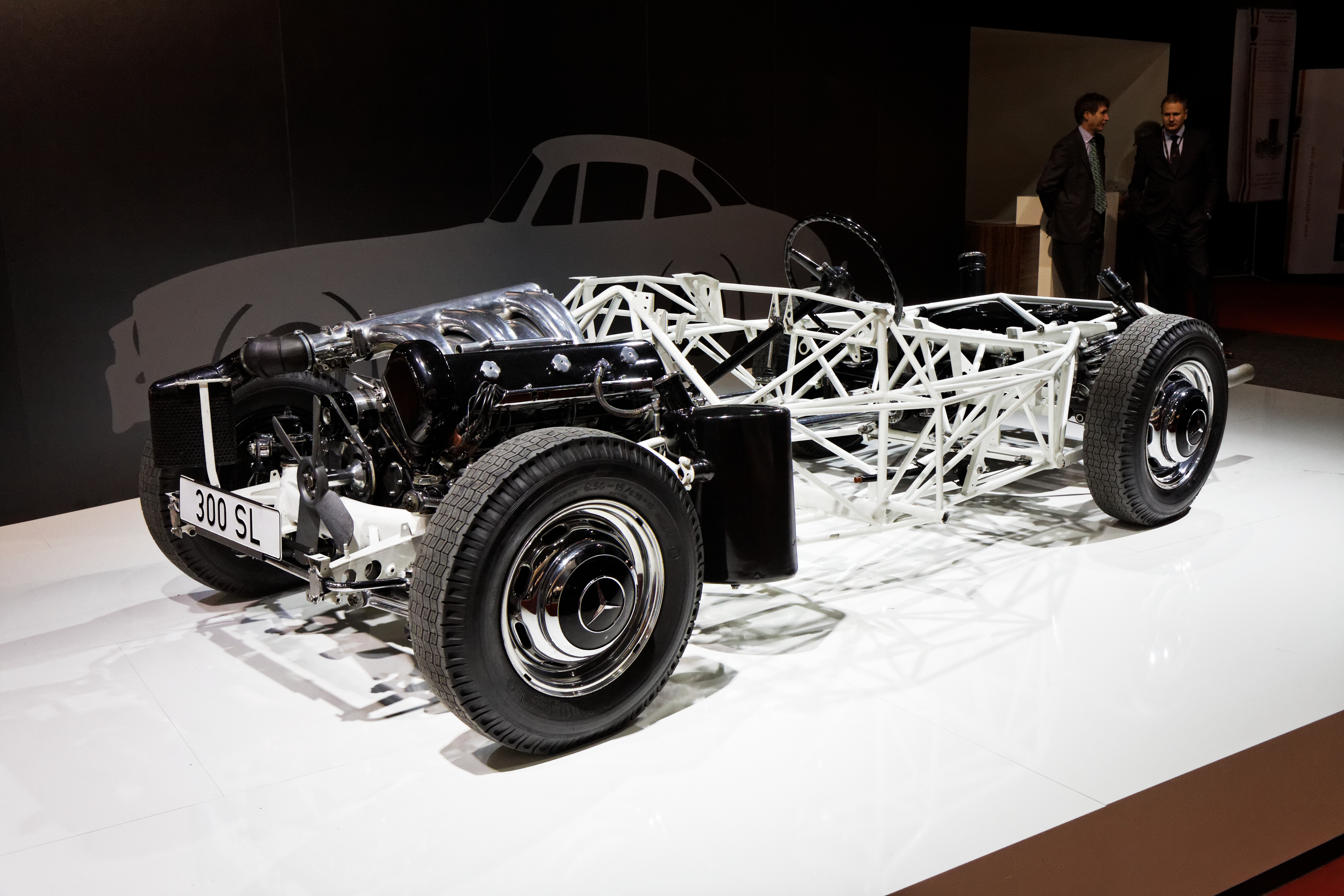
„Rollendes Chassis“ des 300 SL Coupé

Der W 198 ist ein zweitüriger Sportwagen, der zunächst als Coupé und anschließend als Roadster gebaut wurde. Er hat einen Gitterrohrrahmen mit aufgesetzter (nicht selbsttragender) Karosserie. Der Motor ist vorn längs eingebaut und treibt die Hinterräder an. Die Technik basiert zum Teil auf der Limousine W 186 II (Typ 300). Die Höchstgeschwindigkeit des W 198 beträgt je nach Hinterachsübersetzung bis zu 260 km/h. Den Verbrauch ermittelten zeitgenössische Autotester mit durchschnittlich 15 Liter Benzin auf 100 km. Im Heck war ein 100-Liter-Tank untergebracht, gegen Aufpreis gab es auch eine 130-l-Ausführung (Roadster nur mit 100-l-Tank).

### Rahmen  und Fahrwerk

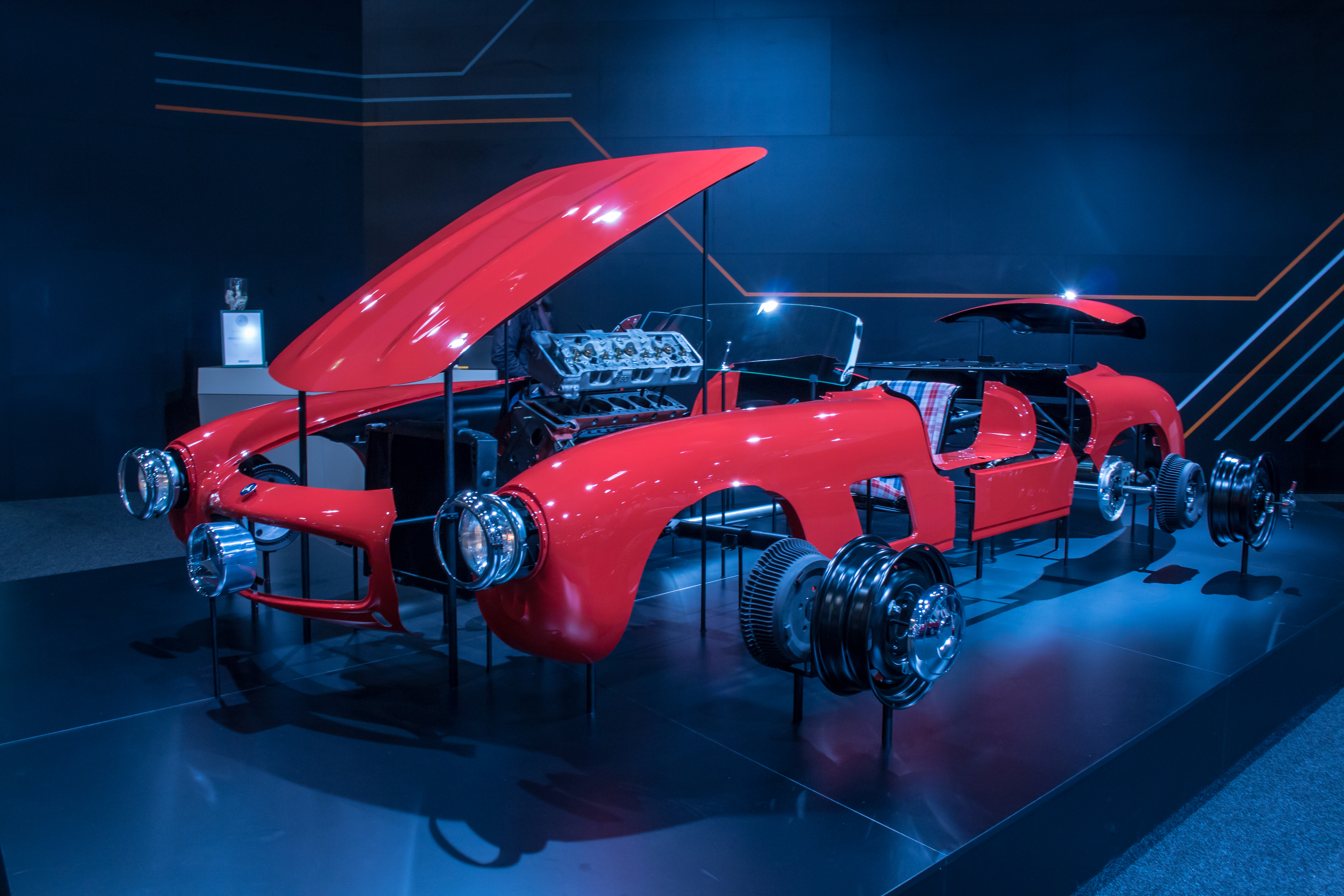
Explosionsmodell des W 198 I (ohne Türen und Dach)

Wie bei zeitgenössischen Rennwagen üblich, hat der W 198 einen Gitterrohrrahmen, den Rudolf Uhlenhaut konstruierte. Eine solche Konstruktion sorgt für hohe Stabilität bei geringer Fahrzeugmasse. Dünne Rohre wurden zu vielen Dreiecken zusammengesetzt, der fertige Rahmen ist mit 82 kg sehr leicht; seine Elemente werden bis auf den vorderen und hinteren Querträger nur auf Druck und Zug beansprucht. Das gesamte fahrfertige Auto einschließlich Reserverad, Werkzeug und Treibstoff wiegt 1295 kg, der Fahrzeugschwerpunkt liegt fast genau in der Fahrzeugmitte.
Das Fahrwerk entspricht im Wesentlichen dem der 300er-Limousine, wurde aber sportlicher abgestimmt. Die Vorderräder sind an doppelten, ungleich langen Querlenkern mit Schraubenfedern und hydraulischen Teleskopstoßdämpfern aufgehängt, zusätzlich ist ein Drehstabstabilisator eingebaut. Die Hinterachse ist eine Zweigelenk-Pendelachse; auch sie wird mit Schraubenfedern abgefedert und hat je Rad einen hydraulischen Teleskopstoßdämpfer. Serienmäßig sind Stahlblech-Scheibenräder der Dimension 5K × 15 Zoll, sie waren auch in der Größe 5J × 15 Zoll sowie mit einer um einen halben Zoll vergrößerten Einpresstiefe (5½K × 15 Zoll) lieferbar, außerdem mit Rudge-Verschluss (Zentralverschluss) statt der Befestigung des Rades mit fünf Schrauben. Die Reifen haben die Größe 6,50-15 Zoll Supersport, das entspricht der heutigen Reifengröße 185 VR 15.
Das 300-SL-Coupé hatte Trommelbremsen mit Kühlrippen, Durchmesser 26 Zentimeter. Zur Verringerung der Pedalkraft wurde erstmals im Pkw-Bau ein Bremskraftverstärker verwendet, damals als „Ate-Bremshelf“ bezeichnet, der mithilfe des Unterdrucks im Saugrohr funktioniert. Die Trommelbremsen der Vorderräder haben zwei zehn Zentimeter breite auflaufende Bremsbacken (Duplexbremse) und zwei Radbremszylinder. Die Handbremse ist eine mechanische Feststellbremse, die auf die Hinterräder wirkt. Das Lenkgetriebe ist eine Kugelumlauflenkung.

### Karosserie
Die Karosserie des 300 SL besteht zum größten Teil aus Stahlblech, die Motorhaube, die Kofferraumklappe, die Schweller- und Türhaut jedoch aus Aluminium. Auf Wunsch und gegen einen verhältnismäßig geringen Aufpreis wurde die gesamte Karosserie aus Leichtmetall hergestellt, wodurch das Fahrzeug 80 Kilogramm leichter wurde. Doch diese Ausführung wählten nur 29 SL-Kunden; heute sind diese Exemplare entsprechend begehrt. Für die Karosserie war Silbergrau die Standardfarbe. Andere Farben waren auf Wunsch erhältlich. So fuhr Franz Joseph von Thurn und Taxis zur Erinnerung an die von seinen Ahnen gegründete Post einen postgelb lackierten Mercedes 300.
Zielsetzung bei der Karosserieform war es, das Fahrzeug möglichst strömungsgünstig zu gestalten. Um die Stirnfläche klein zu halten, war die Karosserie ab der Fensterlinie etwas eingezogen. Erst nach der Konstruktion des Rahmens, der weit nach oben reichte, fiel auf, dass herkömmliche Türen wegen dieser Rahmenkonstruktion an den Fahrzeugflanken nicht einsetzbar waren. Die auffälligen Flügeltüren waren also wegen der Fahrzeugkonstruktion nötig. Im englischsprachigen Raum bekam der W 198 wegen seiner Türen den Beinamen „Gullwing“ (Möwenflügel). Ein dezenter Stab ließ sich zum Öffnen der Türen aus der Karosserie schwenken, entriegelte das Schloss und ließ die von zwei Teleskopfedern unterstützte Tür nach oben schwenken.
Ein Coupé wurde 1955 mit einer GfK-Karosserie versehen, es verblieb als Einzelstück beim Hersteller (Chassisnummer 198 040-55 00028). Das Auto ist weiß lackiert und hat auf den vorderen Kotflügeln Zusatzblinker, ähnlich wie bei manchen Mercedes-Ponton-Modellen.

### Motor und Antriebsstrang
Der Wagen hat einen Sechszylinder-Reihenmotor (Ottomotor) des Typs M 198 mit 2996 cm³ Hubraum, der technisch auf dem Mercedes-Benz M 186 basiert. Der M 198 hat statt der beiden Vergaser des M 186 eine Benzindirekteinspritzung, wie es sie bis dahin bei Viertakt-Pkw-Motoren nicht gegeben hatte, und Trockensumpfschmierung, um bei schneller Kurvenfahrt die Schmierung sicherzustellen und die Höhe der Ölwanne einzusparen. Die Leistung beträgt mit Seriennockenwelle 215 PS (147 kW), mit Sportnockenwelle 225 PS (158 kW); bereits beim Coupé bestellten die meisten Kunden die Sportnockenwelle, die später beim Roadster standardmäßig angeboten wurde. Damit der Motor in dem flachen Auto eingebaut werden konnte, wurde er um 45 Grad nach links geneigt (auch eine Neuheit in der Serienproduktion) – nach anderen Angaben jedoch beträgt die „Schräglage des Motors … 50° zur Senkrechten“. Dadurch verringerte sich der Fußraum des Beifahrers etwas. Ab März 1962 wurde ein überarbeiteter Motor (M 198 III) mit Leichtmetallzylinderblock eingebaut; von diesem Motor wurden 209 Stück gefertigt.
Vom Motor wird die Antriebskraft bzw. das Drehmoment über eine Einscheibentrockenkupplung auf die Getriebeeingangswelle übertragen. Der Wagen hat ein Vierganggetriebe; fünf unterschiedliche Hinterachsübersetzungen waren erhältlich. Die Serienübersetzung zu Beginn der Bauzeit war 1 : 3,42; ab dem 41. Fahrzeug wurde sie zugunsten einer besseren Beschleunigung in 1 : 3,64 geändert. Sie ermöglicht eine Höchstgeschwindigkeit von 235 km/h; Beschleunigung von 0 bis 100 km/h in 9,3 Sekunden. Eine noch bessere Beschleunigung bieten die Übersetzungen 1 : 3,89 und 1 : 4,11. Die längste Übersetzung beträgt 1 : 3,25. Die Gesamtübersetzung wird dadurch so verändert, dass der Motor bei mäßigem Tempo zwar mit niedriger Drehzahl läuft, der Wagen aber im Stadtverkehr schlecht zu fahren ist.

### Innenraum

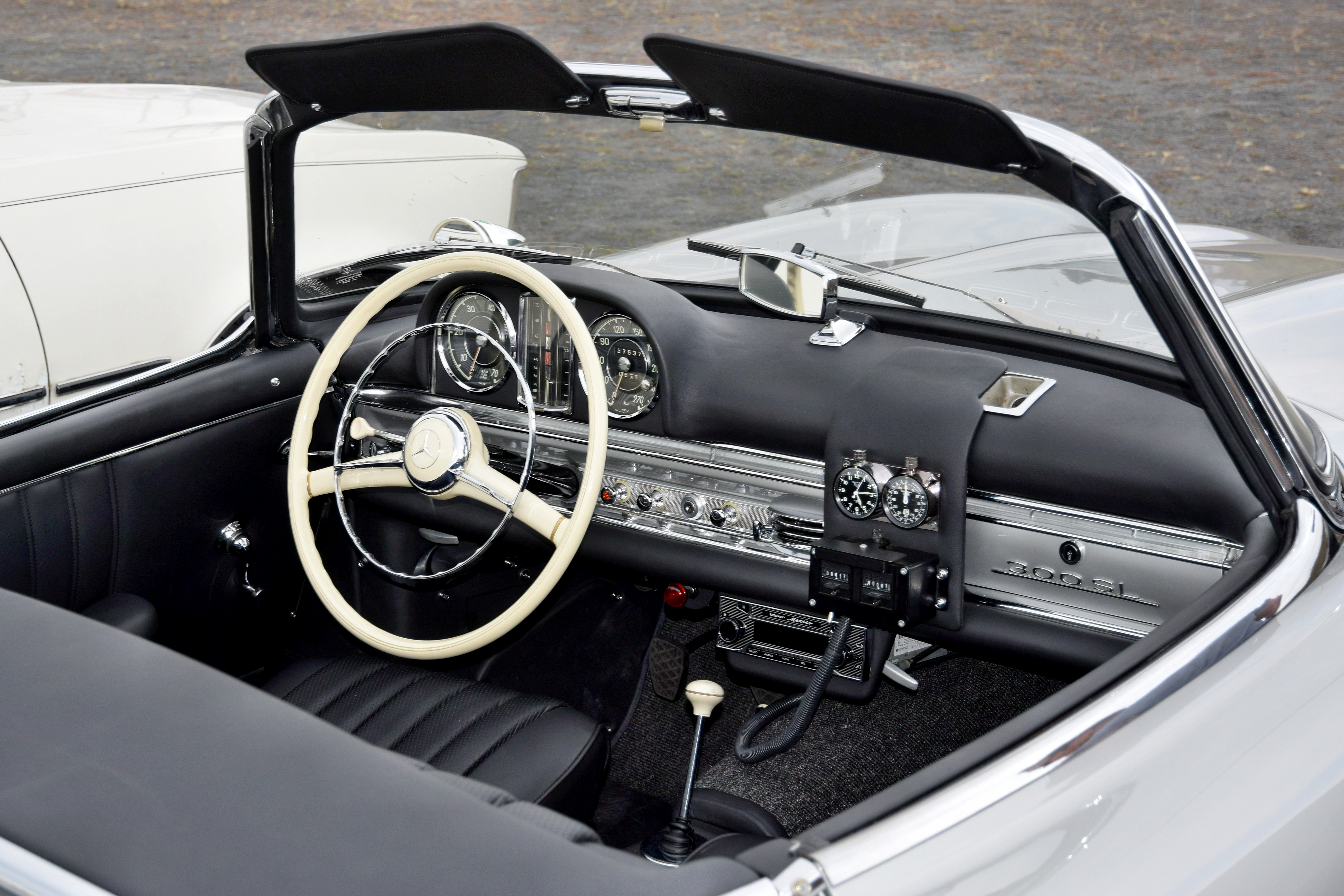
Innenraum in schwarz/silber

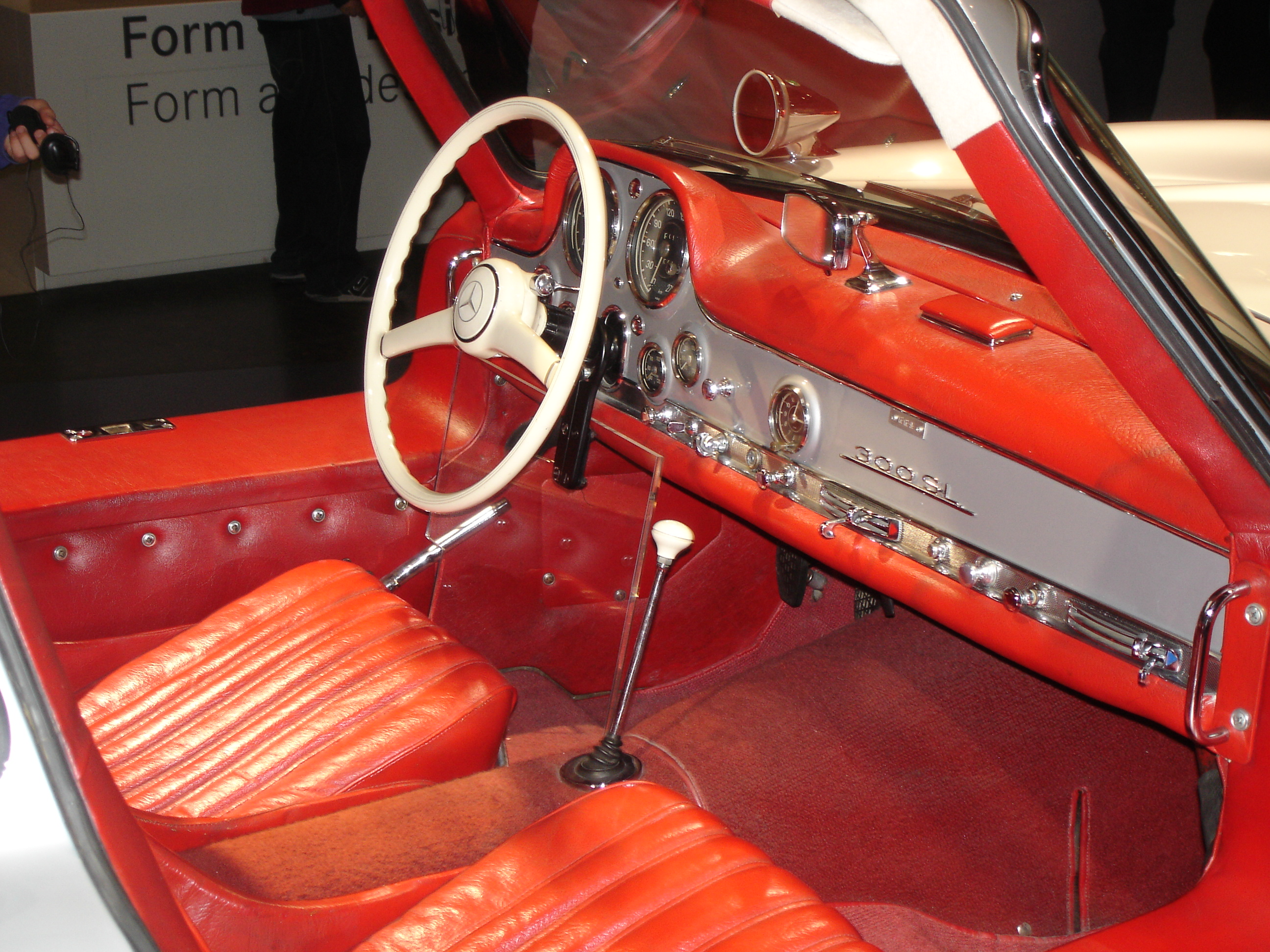
Innenraum in grau/rot

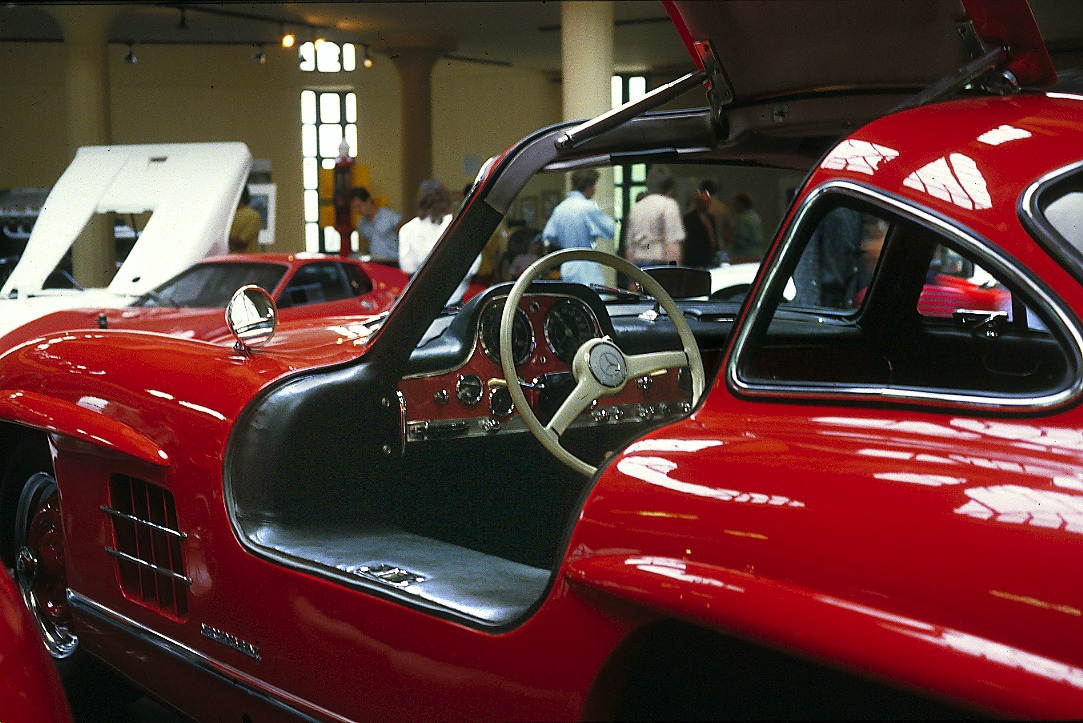
Hohe Türschwelle beim Coupé

Der Innenraum des 300 SL Coupés ist nicht luxuriös ausgestattet. Standardmäßig wurde für den Sitzbezug Stoff in vier karierten Mustern angeboten. Die Kombinationen der Grundfarben waren rot/grün, grau/grün, grau/blau und grau/rot. Bei allen karierten Stoffen sind ein rotes und ein dazu versetztes gelbes Gittermuster eingewebt. Die meisten Kunden entschieden sich jedoch für Lederbezüge, die später beim Roadster zur Serienausstattung gehörten.
Um das Einsteigen zu erleichtern, lässt sich beim Coupé das Lenkrad an der Lenkradnabe mit dem unteren Teil um 90° in Richtung Armaturenbrett nach vorne klappen, wodurch der obere Teil in den Fahrgastraum ragt. Im Instrumententräger liegen links der Drehzahlmesser und rechts der Tachometer. Unter diesen Instrumenten sind Öl- und Wasserthermometer sowie Öldruckmanometer und Kraftstoffanzeige angeordnet. Die Uhr sitzt leicht nach rechts versetzt in der Mitte des Armaturenbretts. Der Innenspiegel ist auf dem Armaturenbrett angebracht. Einen serienmäßigen Außenspiegel hatte der 300 SL anfangs noch nicht. Er wurde etwa 1956 von Richard Sapper gestaltet und von der Berliner Firma Talbot hergestellt.
Hinter Fahrer- und Beifahrersitz ist beim Flügeltürer ein Stauraum für Gepäckstücke vorhanden, da der Raum unter der Heckklappe durch Reserverad und Fahrzeugtank samt Tankeinfüllstutzen weitestgehend ausgefüllt ist. Wird jedoch in dem Raum hinter den Sitzen Gepäck mitgeführt, ist der Rückspiegel kaum zu nutzen. Der Innenraum des Flügeltürers heizt sich im Sommer stark auf und kann durch die Fahrzeugbelüftung eher unzureichend gekühlt werden. Der 300 SL hat außer den dreieckigen Ausstellfenstern eine vom Hersteller so benannte „Sommer-Zusatzbelüftung“ (Frischluft-Öffnung vor der Frontscheibe); außerdem lassen sich die Seitenscheiben beim Coupé herausnehmen und in Taschen hinter den Sitzen verstauen.

### Änderungen beim Roadster (W 198 II)
Die Masse (Gewicht) des Roadsters ist mit 1420 kg um 125 kg größer als die des Coupés, aber mit unverändert 215 PS (158 kW) galt der Roadster als ebenfalls gut motorisiert. Der Gitterrohrrahmen ist auch beim Roadster tragendes Gerüst, allerdings im Bereich der Türen und des Hecks deutlich verändert. So wurde Platz gewonnen für einen (wenn auch bescheidenen) Kofferraum und an Scharnieren normal befestigte Türen mit deutlich bequemerem Einstieg, die auch übliche Kurbelfenster haben. Die Hinterachse wurde zur Eingelenk-Pendelachse mit Ausgleichsfeder, mit der Folge verbesserter Fahreigenschaften und erhöhten Komforts. Im März 1961 wurden die fahrtwindgekühlten Trommel-Duplexbremsen von modernen Scheibenbremsen abgelöst.
Das Verdeck des W-198-Roadsters lässt sich unter einer Klappe hinter den Sitzen unterbringen und ist mit wenigen Handgriffen leicht zu bedienen. Seine äußere Erscheinung ist vorn durch die unter einem gemeinsamen Deckglas eingelassenen Scheinwerfer und Blinker geprägt. Ein weiteres Stilmerkmal ist wie beim Coupé der große Luftauslass in den vorderen Seitenteilen. Für Wintersportfreunde lieferte Mercedes-Benz ab Herbst 1958 ein elegantes, leicht aufzusetzendes Hardtop. Es war so beliebt, dass es schon kurze Zeit später zu den meistbestellten Sonderausstattungen gehörte.

## Käufer des Fahrzeugs
Der Kauf eines Mercedes W 198 war wegen seines hohen Preises nur wenigen Menschen möglich. Zu den bekannten Neuwagenkäufern des 300 SL zählten unter anderem Stavros Niarchos, Mohammad Reza Schah Pahlavi, Rob Walker, Juan Manuel Fangio, Herbert von Karajan, Tony Curtis, Henri Nannen, Sophia Loren, Willi Daume, Romy Schneider, Clark Gable, Gunter Sachs und Glenn Ford – aber auch die Adam Opel AG.

## Technische Daten

### Allgemeine Daten
| Kenngrößen                                     | W 198 (Coupé) | W 198 II (Roadster) |
| ---------------------------------------------- | --- | --- |
| Baujahre                                       | 1954–1957 | 1957–1963 |
| Abmessungen und Gewichte                       | | |
| Radstand                                       | 2400 mm | 2400 mm |
| Länge                                          | 4520 mm | 4570 mm |
| Breite                                         | 1790 mm | 1790 mm |
| Höhe                                           | 1300 mm | 1300 mm |
| Wendekreis                                     | 11,5 m (2 Lenkradumdrehungen von Anschlag zu Anschlag) | 11,5 m (2 Lenkradumdrehungen von Anschlag zu Anschlag) |
| Masse                                          | 1295 kg | 1420 kg |
| Maximal zulässige Gesamtmasse                  | 1515 kg | 1560 kg |
| Luftwiderstandsbeiwert                         | 0,425 | 0,537 (offen) |
| Höchstgeschwindigkeit (Herstellerangaben)      | 208 km/h | 220 km/h |
| Beschleunigung (0–100 km/h)                    | Mit serienmäßiger Hinterachsübersetzung 9,3 s | Mit serienmäßiger Hinterachsübersetzung 9,3 s |
| Volumen des Kraftstoffbehälters                | 100 l (gegen Aufpreis 130 l) | 100 l (davon 9 l Reserve) |
| Kraftstoffverbrauch (DIN 70030)                | 9,5 l/100 km | 9,5 l/100 km |
| Motor                                          | | |
| Typ                                            | Ottomotor, M 198 I / 198.980; ab 3/1962: M 198 III / 198.982 | Ottomotor, M 198 I / 198.980; ab 3/1962: M 198 III / 198.982 |
| Bauart                                         | Reihen-Sechszylindermotor, um 45° geneigt längs eingebaut; ab 3/1962 Leichtmetallblock                                                                           | Reihen-Sechszylindermotor, um 45° geneigt längs eingebaut; ab 3/1962 Leichtmetallblock                                                                           |
| Kühlung                                        | Flüssigkeitskühlung (15,5 l Kühlmittel) | Flüssigkeitskühlung (15,5 l Kühlmittel) |
| Motorschmierung                                | Trockensumpfschmierung mit Hauptstrom-Ölfilter und Ölkühler (Ölinhalt 15 Liter)                                                                                  | Trockensumpfschmierung mit Hauptstrom-Ölfilter und Ölkühler (Ölinhalt 15 Liter)                                                                                  |
| Gemischaufbereitung                            | Direkteinspritzung mit mechanisch geregelter Sechsstempel-Einspritzpumpe, Einspritzdruck 4,5 MPa                                                                 | Direkteinspritzung mit mechanisch geregelter Sechsstempel-Einspritzpumpe, Einspritzdruck 4,5 MPa                                                                 |
| Bohrung × Hub                                  | 85 × 88 mm | 85 × 88 mm |
| Hubraum                                        | 2996 cm³ | 2996 cm³ |
| Nennleistung (DIN 70020)                       | 215 PS (158 kW) bei 5800 min−1 | 215 PS (158 kW) bei 5800 min−1 |
| Maximales Drehmoment (DIN 70020)               | 28 kpm (274,6 Nm) bei 4600 min−1 | 28 kpm (274,6 Nm) bei 4600 min−1 |
| Verdichtungsverhältnis                         | 8,55 : 1 | 8,55 : 1 |
| Ventilsteuerung                                | OHC: zwei Ventile je Zylinder, von einer Nockenwelle über Kipphebel betätigt, Antrieb durch Duplex-Rollenkette                                                   | OHC: zwei Ventile je Zylinder, von einer Nockenwelle über Kipphebel betätigt, Antrieb durch Duplex-Rollenkette                                                   |
| Kraftübertragung                               | | |
| Antrieb                                        | Hinterräder | Hinterräder |
| Kupplung                                       | Einscheibentrockenkupplung | Einscheibentrockenkupplung |
| Getriebe                                       | 4-Gang-Schaltgetriebe, vollsynchronisiert; Übersetzungen: I. 3,34, II. 1,97, III. 1,39, IV. 1,00, R 2,73                                                         | 4-Gang-Schaltgetriebe, vollsynchronisiert; Übersetzungen: I. 3,34, II. 1,97, III. 1,39, IV. 1,00, R 2,73                                                         |
| Übersetzungsverhältnis des Hinterachsantriebes | wahlweise 3,64 : 1, 3,25 : 1, 3,42 : 1, 3,89 : 1 oder 4,11 : 1                                                                                                   | wahlweise 3,64 : 1, 3,25 : 1, 3,42 : 1, 3,89 : 1 oder 4,11 : 1                                                                                                   |
| Bremsanlage                                    | hydraulisch, mit Unterdruck-Bremskraftverstärker, auf Vorder- und Hinterräder wirkend; Trommelbremsen vorn und hinten, ab 3/1961 Scheibenbremsen vorn und hinten | hydraulisch, mit Unterdruck-Bremskraftverstärker, auf Vorder- und Hinterräder wirkend; Trommelbremsen vorn und hinten, ab 3/1961 Scheibenbremsen vorn und hinten |

### Testwerte der Beschleunigung und Endgeschwindigkeit einschlägiger Automobilzeitschriften
Die Angaben zu den Fahrleistungen unterscheiden sich in den Quellen teilweise erheblich.
| Fahrleistungen des Mercedes-Benz W 198 | Fahrleistungen des Mercedes-Benz W 198        | Fahrleistungen des Mercedes-Benz W 198 | Fahrleistungen des Mercedes-Benz W 198          |
| -------------------------------------- | --------------------------------------------- | -------------------------------------- | ----------------------------------------------- |
| Test                                   | auto motor und sport 21/1955                  | Automobil Revue 22. Januar 1959        | auto motor und sport 23/2015                    |
|                                        | Hinterachsübersetzung 3,64 : 1 130-Liter-Tank | 100-Liter-Tank zwei Personen           | 60 Jahre altes Auto, serienmäßig 130-Liter-Tank |
| 0–40 km/h                              |                                               |                                        | 1,9 s                                           |
| 0–50 km/h                              |                                               | 2,8 s                                  |                                                 |
| 0–60 km/h                              | 4,5 s                                         |                                        |                                                 |
| 0–80 km/h                              | 7,0 s                                         | 5,7 s                                  | 5,1 s                                           |
| 0–100 km/h                             | 9,3 s                                         | 7,9 s                                  | 7,2 s                                           |
| 0–120 km/h                             | 12,3 s                                        | 10,2 s                                 | 10,1 s                                          |
| 0–130 km/h                             |                                               |                                        | 11,7 s                                          |
| 0–140 km/h                             | 14,1 s                                        | 14,1 s                                 | 13,6 s                                          |
| 0–160 km/h                             | 17,7 s                                        | 17,0 s                                 | 18,4 s                                          |
| 0–180 km/h                             |                                               | 22,3 s                                 | 24,9 s                                          |
| 0–200 km/h                             |                                               | 43,8 s                                 | 34,8 s                                          |
| 400 m mit stehendem Start              |                                               |                                        | 15,3 s Endgeschwindigkeit 148 km/h              |
| Höchstgeschwindigkeit                  | 228 km/h                                      | 237 km/h                               | 235 km/h                                        |

## Replikate
Der Mercedes-Benz 300 SL war immer wieder auch bei Herstellern von Replikaten beliebt. Dabei hat Mercedes-Benz die originalgetreue Nachbildung des 300 SL gerichtlich verbieten lassen, denn die Form des Fahrzeugs ist geschützt. So gab es aus Deutschland die Modelle Mercedes 300 SL Flügeltürer und Mercedes 300 SL Roadster aus der bayerischen Automobilmanufaktur-Scheib. Scheib baute seine beiden Modelle zunächst auf eigenen Chassisrahmen auf. Antriebsstrang und Fahrwerk dagegen wurden vom Mercedes-Benz W 124 übernommen. Aus der Schweiz kamen die Replikate Gullwing und Gullwing Roadster. Sie haben eine auf einem Gitterrohrrahmen aufbauende Verbundstoffkarosserie, die sich aus einer Aluminiumschicht, Epoxydharz und Glasfasern zusammensetzt. Zwei verschiedene Sechszylindermotoren standen zur Wahl: Der Mercedes-Benz M 103 mit einer Leistung von 180 PS (132 kW) und der Mercedes-Benz M 104, der 225 PS (165 kW) leistet.
In den USA wird ein Flügeltürer-Nachbau von der M-Wing Motors für den lokalen Markt unter dem Namen Turnkey Gullwing montiert.
Daimler ließ 2012 einen Nachbau des W 198 öffentlich zerstören, nachdem das Landgericht Stuttgart Daimler Urheberschutz zugestanden hatte.

## Würdigungen
- Die Deutsche Post AG gab am 5. Dezember 2002 eine Wohlfahrtsmarke mit dem Foto eines Mercedes 300 SL in der Serie Oldtimer-Automobile heraus. Die Briefmarke hatte einen Frankaturwert von 0,55 € für einen Standardbrief (vgl. Briefmarken-Jahrgang 2002 der Bundesrepublik Deutschland). Auch andere Postämter gaben Briefmarken mit diesem Wagen als Motiv heraus, so etwa Monaco (1975)[44] und Liechtenstein (2013).[45]

## Bibliografie
- 2005/2006 – Eric Le Moine: Register No1 – Mercedes-Benz 300 SL Coupé / Gullwing Register #198.040 & #198.043
- 2011/2012 – Eric Le Moine with the support of MB Classic Stuttgart: Register No2 – Mercedes-Benz 300 SL Coupé / Gullwing Register #198.040 & #198.043, ISBN 978-3-905868-35-7.
- 2019/2020 – Eric Le Moine: Register No3 «Final Edition» – Mercedes-Benz 300 SL Coupé / Gullwing Register #198.040 & #198.043, ISBN 978-3-033-07568-9.

## Filme
- Mercedes 300 SL – Der Flügeltürer. (Alternativtitel: Auto-Ikonen. Mercedes 300 SL.) Dokumentarfilm, Deutschland, 2016, 29:44 Min., Buch und Regie: Tilman Achtnich, Produktion: SWR, Reihen: Geschichte im Südwesten, Auto-Ikonen, Erstsendung: 27. März 2016 bei SWR Fernsehen, Inhaltsangabe von ARD und online-Video von SWR.
- Legenden der Straße. Autoschätze im Mercedes-Benz Museum. Dokumentarfilm, Deutschland, 2011, 28:41 Min., Kamera: Wolfgang Breuning, Produktion: SWR, Erstsendung: 9. Juni 2011 bei SWR Fernsehen, Inhaltsangabe von ARD.
- Der Mercedes-Benz 300 SL hatte in mehreren Spielfilmen einen Gastauftritt als exquisite Requisite. Den bekanntesten Auftritt nahm der Wagen in Louis Malles Fahrstuhl zum Schafott (1958) ein. Darin wird er zum Gesprächsgegenstand und später auch zum Fluchtfahrzeug.
- Weitere Filmauftritte hier:[47].